# Fenole

Fenol (hydroksybenzen) – najprostszy z fenoli

Fenole – związki organiczne zawierające grupy hydroksylowe związane bezpośrednio z atomami węgla w pierścieniu aromatycznym (w przeciwieństwie do alkoholi aromatycznych, np. alkoholu benzylowego, w których grupa hydroksylowa przyłączona jest do alkilowego atomu węgla). Wykazują znacznie większą kwasowość niż alkohole i mogą tworzyć z mocnymi zasadami sole, fenolany. Najprostszym fenolem z jedną grupą hydroksylową jest fenol.
Wzór ogólny: ArOH, gdzie Ar – grupa arylowa, OH – grupa hydroksylowa

## Właściwości chemiczne
Fenole wykazują odczyn lekko kwasowy w wyniku dysocjacji elektrolitycznej, w trakcie której rozpadają się na jon hydroniowy i fenolanowy. Reagują z aktywnymi metalami, zasadami i tlenkami zasadowymi z wytworzeniem soli – fenolanów, np.:
ArOH + NaOH → ArONa + H
2O
2ArOH + 2Na → 2ArONa + H
2↑
Ulegają reakcji estryfikacji podobnie jak alkohole z wytworzeniem odpowiednich estrów arylowych (np. octan fenylu).
Łatwo ulegają reakcji substytucji elektrofilowej w pozycjach orto i para (np. nitrowaniu i sulfonowaniu) dzięki silnej aktywacji pierścienia aromatycznego przez grupę hydroksylową, np.
Ar–OH + HNO3 → O2N–Ar–OH + H2O
Szybko odbarwiają wodę bromową, np.:
Fenole są podatne na utlenianie. Na powietrzu tworzą barwne produkty utleniania i dimeryzacji oraz trimeryzacji.
Utlenianie (do chinonów) szczególnie łatwo zachodzi dla pochodnych dihydroksylowych:
hydrochinon → 1,4-benzochinon (katalizatorami mogą być dichromian sodu, kwas siarkowy)

### Identyfikacja
Fenole identyfikuje się za pomocą soli żelaza(III) barwy pomarańczowej. W wyniku reakcji powstaje związek kompleksowy, zazwyczaj o barwie fioletowej (ciemnogranatowej).

## Metody otrzymywania fenoli
- Hydroliza chlorowcopochodnych arenów. Reakcję tę trzeba przeprowadzać w wysokich temperaturach, gdyż chlorowcopochodne arenów ulegają hydrolizie dużo trudniej niż chlorowcopochodne alkanów (podczas hydrolizy których powstają alkohole). W przemyśle stosuje się jednak inne techniki, które są charakterystyczne dla poszczególnych fenoli.
- Metoda kumenowa (z benzenu i propenu).
- Z wykorzystaniem reakcji Sandmeyera, w ciągu reakcji: ArH → ArNO
2 → ArNH
2 → [ArN≡N]+
[HSO
4]−
 → ArOH. Ostatni etap – hydrolizę soli diazoniowej – przeprowadza się w roztworze azotanu miedzi(II) w obecności Cu
2O[4]

## Przykłady fenoli
Wiele fenoli i polifenoli występuje naturalnie, np.
- eugenol
- gwajakol
- hydrochinon
- pirogalol
- pirokatechina
- resweratrol
- rezorcyna
- tymol

## Fenole jako środki dezynfekujące
Po raz pierwszy zastosowane w 1865 r. Do oceny skuteczności i siły działania wyznacza się tzw. współczynnik fenolowy – oznaczający, ile razy dany środek jest silniejszy/słabszy w porównaniu z czystym fenolem w odniesieniu do tego samego typu drobnoustrojów.
Mechanizm działania – polega na denaturacji białek bakteryjnych oraz inaktywacji niektórych enzymów niezbędnych w procesach życiowych.
Czas działania – do 24 godzin
Zastosowanie – jako środki konserwujące w preparatach farmaceutycznych oraz w dentystyce, gdzie nasączony związkiem jałowy wacik umieszcza się w komorze zęba. Działanie antyseptyczne uzyskuje się wówczas do głębokości 15 mm.